# MasterChef (chương trình truyền hình Hoa Kỳ) mùa 2
Mùa thứ hai của chương trình truyền hình thực tế về nấu ăn cạnh tranh MasterChef bắt đầu với buổi công chiếu kéo dài hai đêm trên kênh Fox vào ngày 6 và 7 tháng 6 năm 2011.
Mùa giải khép lại vào ngày 16 tháng 8 năm 2011 với chiến thắng thuộc về Jennifer Behm, người đã từng là thí sinh trong cuộc thi Miss USA, trong khi Adrien Nieto giành vị trí á quân. Khác với quán quân của mùa trước, phần thưởng của Behm không bao gồm hợp đồng xuất bản sách nấu ăn.

## Danh sách thí sinh nằm trong top 18
| Thí sinh            | Tuổi | Quê nhà                   | Nghề nghiệp                       | Kết quả                |
| ------------------- | ---- | ------------------------- | --------------------------------- | ---------------------- |
| Jennifer Behm       | 34   | Wilmington, Delaware      | Môi giới bất động sản             | Quán quân (16 tháng 8) |
| Adrien Nieto        | 28   | Ventura, California       | Phục vụ                           | Á quân (16 tháng 8)    |
| Christian Collins   | 31   | Gloucester, Massachusetts | Ông bố nội trợ                    | Bị loại (16 tháng 8)   |
| Suzy Singh          | 27   | Chicago, Illinois         | Kỹ sư thần kinh học               | Bị loại (15 tháng 8)   |
| Ben Starr           | 33   | Dallas, Texas             | Nhà báo du lịch                   | Bị loại (9 tháng 8)    |
| Tracy Kontos        | 32   | Coral Springs, Florida    | Cố vấn bán hàng                   | Bị loại (8 tháng 8)    |
| Derrick Prince      | 33   | West Babylon, New York    | Web Designer/Blogger              | Bị loại (2 tháng 8)    |
| Christine Corley    | 27   | Sopchoppy, Florida        | Mẹ đơn thân                       | Bị loại (2 tháng 8)    |
| Alejandra Schrader  | 37   | Playa del Rey, California | Kiến trúc sư/Nhà quy hoạch đô thị | Bị loại (26 tháng 7)   |
| Giuseppe Morisco    | 38   | Chicago, Illinois         | Granite Salesman                  | Bị loại (19 tháng 7)   |
| Erryn Cobb          | 26   | Chicago, Illinois         | Quan hệ công chúng                | Bị loại (18 tháng 7)   |
| Esther Kang         | 28   | Los Angeles, California   | Luật sư                           | Bị loại (11 tháng 7)   |
| Jennie Kelley       | 37   | Dallas, Texas             | Nhạc sĩ                           | Bị loại (5 tháng 7)    |
| Max Kramer          | 18   | New York, New York        | Sinh viên đại học                 | Bị loại (28 tháng 6)   |
| Alvin Schultz       | 28   | Houston, Texas            | Quản lý bán lẻ                    | Bị loại (27 tháng 6)   |
| Tony Scruggs        | 52   | Grant Park, Illinois      | Tài xế xe tải                     | Bị loại (21 tháng 6)   |
| Angel Moore-Soukkay | 37   | Columbus, Ohio            | Quản lý tài sản                   | Bị loại (20 tháng 6)   |
| Mark Raffaeli       | 35   | Chicago, Illinois         | Môi giới bất động sản             | Bị loại (20 tháng 6)   |

## Bảng loại trừ
| 1  | Jennifer  | AT    | AT    | THẤP  | THẤP  | AT    | THẮNG | THẮNG | AT    | AL    | THẮNG | THẤP  | THẮNG | AT    | THẤP  | AL    | THẮNG | AT    | AL    | CAO   | THẤP  | THẮNG | THẤP  | AT    | QUÁN QUÂN |  |  |
| 2  | Adrien    | AT    | AT    | THẮNG | THẮNG | AT    | KAL   | CAO   | THẤP  | THẮNG | AT    | THẤP  | THẮNG | THẮNG | AT    | AL    | CAO   | AT    | THẤP  | CAO   | THẤP  | THẮNG | THẮNG | THẮNG | Á QUÂN    |  |  |
| 3  | Christian | THẮNG | IMM   | AL    | AT    | AT    | THẮNG | THẤP  | THẮNG | THẮNG | AT    | AT    | THẮNG | CAO   | THẮNG | AL    | AT    | AT    | THẮNG | AT    | THẤP  | AL    | CAO   | LOẠI  |           |  |  |
| 4  | Suzy      | CAO   | AT    | THẮNG | AT    | AT    | THẮNG | AT    | AT    | THẤP  | AT    | AT    | AL    | AT    | THẤP  | THẮNG | CAO   | THẮNG | THẮNG | AT    | THẮNG | LOẠI  |       |       |           |  |  |
| 5  | Ben       | THẤP  | AT    | THẮNG | AT    | AT    | KAL   | AT    | THẮNG | AL    | AT    | AT    | AL    | CAO   | AT    | THẮNG | AT    | THẤP  | THẮNG | THẮNG | LOẠI  |       |       |       |           |  |  |
| 6  | Tracy     | AT    | AT    | AL    | CAO   | THẮNG | THẮNG | AT    | AT    | AL    | AT    | THẮNG | THẮNG | AT    | AT    | THẮNG | AT    | THẮNG | LOẠI  |       |       |       |       |       |           |  |  |
| 7  | Christine | AT    | AT    | THẮNG | AT    | AT    | THẤP  | AT    | AT    | THẤP  | AT    | AT    | THẮNG | AT    | THẮNG | THẮNG | AT    | LOẠI  |       |       |       |       |       |       |           |  |  |
| 7  | Derrick   | AT    | THẮNG | THẮNG | AT    | AT    | KAL   | AT    | AT    | THẮNG | CAO   | AT    | THẤP  | AT    | AT    | AL    | AT    | LOẠI  |       |       |       |       |       |       |           |  |  |
| 9  | Alejandra | AT    | AT    | AL    | CAO   | AT    | THẮNG | CAO   | THẤP  | THẮNG | CAO   | AT    | THẤP  | AT    | LOẠI  |       |       |       |       |       |       |       |       |       |           |  |  |
| 10 | Giuseppe  | AT    | AT    | AL    | AT    | AT    | THẮNG | AT    | AT    | THẮNG | AT    | THẮNG | LOẠI  |       |       |       |       |       |       |       |       |       |       |       |           |  |  |
| 11 | Erryn     | AT    | THẤP  | THẮNG | AT    | AT    | THẮNG | AT    | AT    | THẮNG | AT    | LOẠI  |       |       |       |       |       |       |       |       |       |       |       |       |           |  |  |
| 12 | Esther    | AT    | AT    | THẤP  | AT    | THẮNG | KAL   | AT    | AT    | LOẠI  |       |       |       |       |       |       |       |       |       |       |       |       |       |       |           |  |  |
| 13 | Jennie    | CAO   | AT    | THẮNG | AT    | THẤP  | KAL   | AT    | LOẠI  |       |       |       |       |       |       |       |       |       |       |       |       |       |       |       |           |  |  |
| 14 | Max       | AT    | THẮNG | AL    | AT    | THẤP  | LOẠI  |       |       |       |       |       |       |       |       |       |       |       |       |       |       |       |       |       |           |  |  |
| 15 | Alvin     | AT    | AT    | THẮNG | AT    | LOẠI  |       |       |       |       |       |       |       |       |       |       |       |       |       |       |       |       |       |       |           |  |  |
| 16 | Tony      | AT    | AT    | LOẠI  |       |       |       |       |       |       |       |       |       |       |       |       |       |       |       |       |       |       |       |       |           |  |  |
| 17 | Angel     | AT    | LOẠI  |       |       |       |       |       |       |       |       |       |       |       |       |       |       |       |       |       |       |       |       |       |           |  |  |
| 17 | Mark      | AT    | LOẠI  |       |       |       |       |       |       |       |       |       |       |       |       |       |       |       |       |       |       |       |       |       |           |  |  |

     (WINNER) This cook won the competition.
     (RUNNER-UP) This cook finished in second place.
     (THẮNG) The cook won the individual challenge (Mystery Box Challenge or Elimination Test).
     (THẮNG) The cook was on the winning team in the Team Challenge and directly advanced to the next round.
     (CAO) The cook was one of the top entries in the individual challenge, but didn't win.
     (AT) The cook wasn't selected as a top or bottom entry in an individual challenge.
     (IMM) The cook didn't have to compete in that round of competition and was safe from elimination.
     (AL) The cook was on the losing team in the Team Challenge, competed in the Pressure Test, and advanced.
     (KAL) The cook was on the losing team in the Team Challenge, did not compete in the Pressure Test, and advanced.
     (THẤP) The cook was one of the bottom entries in an individual challenge or Pressure Test, but advanced.
     (LOẠI) The cook was eliminated from MasterChef.

## Danh sách tập phim
| TT. tổng thể | TT. trong mùa phim | Tiêu đề                          | Ngày phát hành gốc  | Người xem tại U.S. (triệu) |
| --- | ------------------ | -------------------------------- | ------------------- | -------------------------- |
| 14 | 1                  | "Audition #1"                    | 6 tháng 6 năm 2011  | n/a                        |
| - Audition 1: The people that earned a white apron today include Jennifer, Albert, Monica, Erryn, Kayla, Yi Lynne, Tracy, Angel, Pauline and Christian. |                    |                                  |                     |                            |
| 15 | 2                  | "Audition #2"                    | 7 tháng 6 năm 2011  | n/a                        |
| - Audition 2: The people that earned a white apron today include Dustin, Christine, Derrick, Esther, Alvin, Kyle, Tony and Alejandra. |                    |                                  |                     |                            |
| 16 | 3                  | "Audition #3/Top 38 Revealed"    | 13 tháng 6 năm 2011 | n/a                        |
| - Audition 3: The people that earned a white apron today include Suzy, Max, Giuseppe, Adrien, Joseph, and Ben. |                    |                                  |                     |                            |
| 17 | 4                  | "Top 18 Revealed"                | 14 tháng 6 năm 2011 | n/a                        |
| - Skills Challenge: The 38 contestants must demonstrate their knife work by creating perfectly even slices of green apple. They must continue slicing until stopped by one of the judges, when they find out if they are going through or going home. Twenty-four contestants remained after this round. - Invention Test: The remaining contestants must prepare a meal using chicken. Kyle, Aaron, Rhonda, Joey, Albert and Seby failed. The other 18 made the grade. |                    |                                  |                     |                            |
| 18 | 5                  | "2 Eliminated / Top 16 Revealed" | 20 tháng 6 năm 2011 | n/a                        |
| - Thử thách Chiếc hộp bí mật: The contestants had to prepare a dish using only the Mystery Box ingredients. Ben's dish earned him last place in the challenge. Suzy, Christian, and Jennie had the best dishes. Christian won the challenge. His prize was to choose the style of food that everyone would cook for the elimination challenge. - Challenge Winner/Immune: Christian Collins - Bài kiểm tra loại trừ: The theme for this challenge was the cuisine of Europe. Christian chose French cuisine and also received safety from elimination and the others had one hour to make their French dish. Derrick and Max had the best dishes and would become team captains in the next challenge. Giuseppe, Suzy, Alejandra, Jennie, and Christine are judged to have done enough to move on. - Người chiến thắng: Derrick Prince and Max Kramer - Ba thí sinh có thành tích kém nhất: Angel Moore-Soukkay, Erryn Cobb and Mark Raffaeli - Thí sinh bị loại: Angel Moore-Soukkay and Mark Raffaeli |                    |                                  |                     |                            |
| 19 | 6                  | "Top 16 Compete"                 | 21 tháng 6 năm 2011 | n/a                        |
| - Thử thách đồng đội: The contestants were split into two teams: the Red Team consisting of Derrick, Ben, Adrien, Erryn, Jennie, Suzy, Christine, and Alvin; and the Blue Team consisting of Max, Jennifer, Giuseppe, Esther, Tony, Alejandra, Christian and Tracy . The teams had to create a five-course meal for 350 office workers in the building. The service had to consist of soup, a salad, pizza, a special entrée and dessert. At the end of service, each diner would vote for their favorite dish. The Red Team wins and send the Blue Team to the first Pressure Test of the season. - Người chiến thắng trong thử thách đồng đội/được miễn loại: Adrien Nieto, Alvin Schultz, Ben Starr, Christine Corley, Derrick Prince, Erryn Cobb, Jennie Kelley and Suzy Singh - Bài kiểm tra áp lực: The Blue Team members had to an hour to cook ravioli from scratch. Alejandra, Max, Tracy, Giuseppe and Christian were the first five to be sent to safety for producing good enough raviolis. - Ba thí sinh có thành tích kém nhất: Esther Kang, Jennifer Behm and Tony Scruggs - Thí sinh bị loại: Tony Scruggs |                    |                                  |                     |                            |
| 20 | 7                  | "Top 15 Compete"                 | 27 tháng 6 năm 2011 | n/a                        |
| - Thử thách Chiếc hộp bí mật: The contestants had to prepare a dish using only the Mystery Box ingredients. Alejandra, Adrien and Tracy landed in the top three. Adrien won and got the opportunity to choose the theme for himself, and then everyone else in the elimination challenge. - Người chiến thắng trong thử thách: Adrien Nieto - Bài kiểm tra loại trừ: The theme for the challenge was dessert. He chose nuts for himself and coffee for everyone else to use. The contestants had 90 minutes to prepare a dessert. Tracy and Esther were declared the top two and became team captains for the next challenge. Adrien, Christine, Alejandra, Suzy, and Jennifer's desserts are deemed good enough to move on. - Người chiến thắng: Esther Kang and Tracy Kontos - Ba thí sinh có thành tích kém nhất: Alvin Schultz, Jennie Kelley and Max Kramer - Thí sinh bị loại: Alvin Schultz |                    |                                  |                     |                            |
| 21 | 8                  | "Top 14 Compete"                 | 28 tháng 6 năm 2011 | n/a                        |
| - Thử thách đồng đội: The contestants were split into two teams: the Blue Team consisting of Tracy, Suzy, Giuseppe, Christian, Jennifer, Erryn, and Alejandra, and the Red Team consisting of Esther, Max, Ben, Christine, Jennie, Derrick, and Adrien. They were given 90 minutes to prepare sausage sandwiches for 101 bikers who would vote on which one was the best. The Blue Team received 51 votes first for the win, sending the Red Team to the Pressure Test. - Người chiến thắng trong thử thách đồng đội/được miễn loại: Alejandra Schrader, Christian Collins, Erryn Cobb, Giuseppe Morisco, Jennifer Behm, Suzy Singh and Tracy Kontos - Bài kiểm tra áp lực: Chef Ramsay announced that only two chefs would compete in the pressure test. He asked Esther to choose the two chefs most responsible for the loss to which she said Max and Christine. In the Pressure Test, Max and Christine were given three filets of steak to cook rare, medium, and well done. - Immune: Adrien Nieto, Ben Starr, Derrick Prince, Esther Kang and Jennie Kelley - Hai thí sinh có thành tích kém nhất: Christine Corley and Max Kramer - Thí sinh bị loại: Max Kramer |                    |                                  |                     |                            |
| 22 | 9                  | "Top 13 Compete"                 | 5 tháng 7 năm 2011  | n/a                        |
| - Thử thách Chiếc hộp bí mật: The Mystery Box contained items used to create a vegetarian entrée. Jennifer, Adrien and Alejandra landed in the top three, and Jennifer won the challenge. - Người chiến thắng trong thử thách: Jennifer Behm - Bài kiểm tra loại trừ: Jennifer was given three dishes cooked by last year's MasterChef winner Whitney Miller to choose from for everybody to cook. She chose a catfish dish. The contestants had to recreate the dish with no recipe while Jennifer was given a basket of all ingredients needed to cook the dish. Christian and Ben were declared the best and became captains in the next team challenge. - Người chiến thắng: Ben Starr and Christian Collins - Ba thí sinh có thành tích kém nhất: Adrien Nieto, Alejandra Schrader and Jennie Kelley - Thí sinh bị loại: Jennie Kelley |                    |                                  |                     |                            |
| 23 | 10                 | "Top 12 Compete"                 | 11 tháng 7 năm 2011 | n/a                        |
| - Thử thách đồng đội: The contestants arrived at Gordon Ramsay's restaurant at the London West Hollywood hotel, where they were split up into teams by captains Christian and Ben. Ben's Blue Team consisted of Jennifer, Tracy, Esther, Suzy, and Christine, while Christian's Red Team consisted of Derrick, Adrien, Alejandra, Giuseppe, and Erryn. The teams were responsible for catering a Hollywood party and prepared hors d'oeuvres for all the guests. The winners would be decided per course by guests' votes. The Red Team took the starter with 64% of the votes, the Blue Team had a comeback on the entrée with a clean sweep of 100% of the votes, and the Red Team took the dessert course and the challenge with 53% of the vote, with the Blue Team up for the Pressure Test. - Người chiến thắng trong thử thách đồng đội/được miễn loại: Adrien Nieto, Alejandra Schrader, Christian Collins, Derrick Prince, Erryn Cobb and Giuseppe Morisco - Bài kiểm tra áp lực: Everyone on the Blue Team was given two hours to make a cake with a minimum of 6 layers. Ben's and Jennifer's were deemed the best, and Tracy's chiffon cake was also deemed delicious. - Ba thí sinh có thành tích kém nhất: Christine Corley, Esther Kang and Suzy Singh - Thí sinh bị loại: Esther Kang |                    |                                  |                     |                            |
| 24 | 11                 | "Top 11 Compete"                 | 18 tháng 7 năm 2011 | n/a                        |
| - Thử thách Chiếc hộp bí mật: The contestants had a lobster in their Mystery Box. Derrick, Alejandra and Jennifer were the top three. Jennifer won. - Người chiến thắng trong thử thách: Jennifer Behm - Bài kiểm tra loại trừ: In this challenge with an aphrodisiac theme, Jennifer got to pick from core ingredients for everyone to cook with. She picked truffle and was given the option to watch everyone cook but she decided to stay and cook with everyone else. Tracy and Giuseppe were the top two and named captains for the next team challenge. - Người chiến thắng: Giuseppe Morisco and Tracy Kontos - Ba thí sinh có thành tích kém nhất: Adrien Nieto, Erryn Cobb and Jennifer Behm - Thí sinh bị loại: Erryn Cobb |                    |                                  |                     |                            |
| 25 | 12                 | "Top 10 Compete"                 | 19 tháng 7 năm 2011 | n/a                        |
| - Thử thách đồng đội: Tracy led the Blue team, with Adrien, Jennifer, Christian, and Christine as her brigade, and Giuseppe led the Red team, with Alejandra, Ben, Suzy, and Derrick as his brigade. The team captains were able to spend a few minutes alone with the judges' mothers to find out what they liked, as they were the judges for this contest. The Blue Team won the challenge. - Người chiến thắng trong thử thách đồng đội/được miễn loại: Adrien Nieto, Christian Collins, Christine Corley, Jennifer Behm and Tracy Kontos - Bài kiểm tra áp lực: The Red Team were given 30 minutes to create the perfect Eggs Benedict. Ben and Suzy were the only two to cook competent dishes. - Ba thí sinh có thành tích kém nhất: Alejandra Schrader, Derrick Prince and Giuseppe Morisco - Thí sinh bị loại: Giuseppe Morisco |                    |                                  |                     |                            |
| 26 | 13                 | "Top 9 Compete"                  | 26 tháng 7 năm 2011 | n/a                        |
| - Thử thách Chiếc hộp bí mật: The contestants found some hand-dived scallops in their Mystery Boxes. The top three consisted of Christian, Adrien and Ben. Adrien's dish won. - Người chiến thắng trong thử thách: Adrien Nieto - Bài kiểm tra loại trừ: Adrien got to choose between nine different cuts of pork, ranging from easy to hard. He chose double cut pork chops for himself, pork belly for Suzy, cheeks for Christian, ground pork for Jennifer, bacon for Tracy, baby back ribs for Christine, boneless center cut pork loin for Alejandra, pork butt for Ben, and St. Louis style ribs for Derrick. The contestants only got one hour to cook their pork dish. Christian and Christine were named team captains for the next challenge for having the best dishes. Derrick, Ben, Adrien, and Tracy were judged to have done enough to move on. - Người chiến thắng: Christian Collins and Christine Corley - Ba thí sinh có thành tích kém nhất: Alejandra Schrader, Jennifer Behm and Suzy Singh - Thí sinh bị loại: Alejandra Schrader |                    |                                  |                     |                            |
| 27 | 14                 | "Top 8 Compete"                  | 1 tháng 8 năm 2011  | n/a                        |
| - Thử thách đồng đội: The teams must cater for a children's party. The Red team consists of Christine, Ben, Suzy, and Tracy. The Blue team consists of Christian, Adrien, Jennifer, and Derrick. Their menus had to contain a slider and a side dish without using beef or potatoes. The Red Team received the most votes. - Team Challenger Winners/Immune: Ben Starr, Christine Corley, Suzy Singh and Tracy Kontos - Bài kiểm tra áp lực: Christian, Jennifer, Derrick and Adrien faced a soufflé challenge, in which they were given 90 minutes to cook their best cheese soufflé. The judges thought every contestant's soufflé was delicious, therefore no one was eliminated. - Thí sinh bị loại: None |                    |                                  |                     |                            |
| 28 | 15                 | "Top 8 Compete Again"            | 2 tháng 8 năm 2011  | n/a                        |
| - Thử thách Chiếc hộp bí mật: In a Mystery Box, contestants were to cook a dish with core ingredients of beef and seafood. Adrien, Jennifer and Suzy landed in the top three and it was Jennifer's dish that won. - Người chiến thắng trong thử thách: Jennifer Behm - Bài kiểm tra loại trừ: Jennifer got to pick from the three judges' childhood favorite dishes. She picked Gordon's tomato soup and grilled cheese sandwich, and the contestants had 45 minutes to turn it into a gourmet dish. Suzy and Tracy had the best dishes and earned the title of team captains for the next challenge. - Người chiến thắng: Suzy Singh and Tracy Kontos - Ba thí sinh có thành tích kém nhất: Ben Starr, Christine Corley and Derrick Prince - Thí sinh bị loại: Christine Corley and Derrick Prince |                    |                                  |                     |                            |
| 29 | 16                 | "Top 6 Compete"                  | 8 tháng 8 năm 2011  | n/a                        |
| - Thử thách đồng đội: The top six were taken to Patina restaurant in Los Angeles, where they had to run a dinner service. Tracy selected Adrien and Jennifer as her Blue Team, and Christian and Ben cooked with Suzy in the Red Team. The Red Team was declared the winner. - Người chiến thắng trong thử thách đồng đội/được miễn loại: Ben Starr, Christian Collins and Suzy Singh - Bài kiểm tra áp lực: Tracy, Jennifer and Adrien faced off in a Pressure Test with a salmon theme. They were to correctly fillet a whole salmon and cut it into at least ten portions. They then had to cook one portion and serve it to the judges. Jennifer performed best overall. - Hai thí sinh có thành tích kém nhất: Adrien Nieto and Tracy Kontos - Thí sinh bị loại: Tracy Kontos |                    |                                  |                     |                            |
| 30 | 17                 | "Top 5 Compete"                  | 9 tháng 8 năm 2011  | n/a                        |
| - Thử thách Chiếc hộp bí mật: The contestants were given three kinds of ground meat as a core ingredient for a dish of their choosing with other ingredients from the box, which they had to cook within 60 minutes. The top three consisted of Jennifer, Adrien and Ben, with Ben's emerging triumphant. - Người chiến thắng trong thử thách: Ben Starr - Bài kiểm tra loại trừ: Ben got to pick one of Gordon Ramsay's signature dishes for everyone to cook. He also got to ask Gordon three questions about the recipe, with no recipe given to the other contestants. Suzy's dish was deemed the overall best. - Winner: Suzy Singh - Hai thí sinh có thành tích kém nhất: Adrien Nieto and Ben Starr - Thí sinh bị loại: Ben Starr |                    |                                  |                     |                            |
| 31 | 18                 | "Top 4 Compete"                  | 15 tháng 8 năm 2011 | n/a                        |
| - Thử thách đồng đội: The top four were divided in two teams and cooked a dish for the judges, who were joined by 3 judges from international versions of MasterChef. Suzy was allowed to pick which of the other three chefs she wanted to work with, and chose Christian for her Red Team. Jennifer and Adrien's dish earned the Blue Team the win for this challenge. - Người chiến thắng trong thử thách đồng đội/được miễn loại: Adrien Nieto and Jennifer Behm - Bài kiểm tra áp lực: Suzy and Christian went head-to-head and were given 90 minutes to recreate a lemon meringue pie. - Thí sinh bị loại: Suzy Singh |                    |                                  |                     |                            |
| 32 | 19                 | "Top 3 Compete"                  | 16 tháng 8 năm 2011 | n/a                        |
| - Thử thách Chiếc hộp bí mật: The final three chefs were asked to cook a dish using chicken in one hour. Adrien won the challenge. - Người chiến thắng trong thử thách: Adrien Nieto - Bài kiểm tra loại trừ: Adrien, Jennifer and Christian were shown ingredients that were three of Joe's favorites. Adrien got to choose his ingredient and chose the octopus. Christian then got the chance to choose both his and Jennifer's ingredient for their entrees. Christian chose veal leaving Jennifer with mushrooms. Adrien was the winner. - Winner: Adrien Nieto - Hai thí sinh có thành tích kém nhất: Christian Collins and Jennifer Behm - Thí sinh bị loại: Christian Collins |                    |                                  |                     |                            |
| 33 | 20                 | "Winner Revealed"                | 16 tháng 8 năm 2011 | n/a                        |
| - Season Final: Adrien and Jennifer faced off in a single challenge to determine who wins the title of MasterChef and $250,000. They were given two hours to create a three-course menu of their choosing. - Starter: Jennifer's starter was Pan Seared Scallops with Quail Egg, Creamed Corn and Pea Puree. Adrien's dish was Spot Prawn Taquitos with Avocado Sauce, Masago and Micro Greens - Entree: Jennifer's entree was Stuffed Quail with Creamy Potatoes and Spinach, and Adrien's was Beer Braised Short Ribs with Cauliflower-Parsnip Puree and Rainbow Chard. - Dessert: Jennifer's dish was Braised Pear with Poached Apples and Mascarpone, and Adrien's was Flourless Chocolate Cake Infused with Blood Orange, Passion Fruit and Chipotle. - Hai thí sinh vào vòng chung kết: Adrien Nieto and Jennifer Behm - Jennifer was pronounced the winner of the competition, taking away $250,000 and the MasterChef title. - Người chiến thắng cuộc thi MasterChef: Jennifer Behm |                    |                                  |                     |                            |